# Ледяной остров (айсберг)
Ледяной остров или Ледовый остров — морской термин, применяемый к обширным по площади плавающим обломкам многолетнего припая или шельфового льда. Ледяные острова образуются в районах, которые покрыты ледяными шапками или ледяным щитом, а также в районах, которые постоянно окружены многолетними паковыми льдами. Их горизонтальные размеры могут превышать 30 км, толщина может доходить до 65 м, возвышение над уровнем моря от 80 см до 5 м и более. Поверхность слегка холмистая, в период таяния снега покрыта системой ручьев и озер, а в случае отколовшихся ледников — поверхность может быть покрыта грунтом. Ледовые острова различаются продолжительностью существования (20 лет и более). 
Служат надежной базой для научных исследований в высоких широтах. Например, советская дрейфующая станция СП-22 на одном из Ледовых островов работала с августа 1973 года по апрель 1982 года, общий путь дрейфа за этот период составил 17 069 км. Другим известным примером Ледовых островов является ледяной остров Флетчера.